# Herbert Bignall

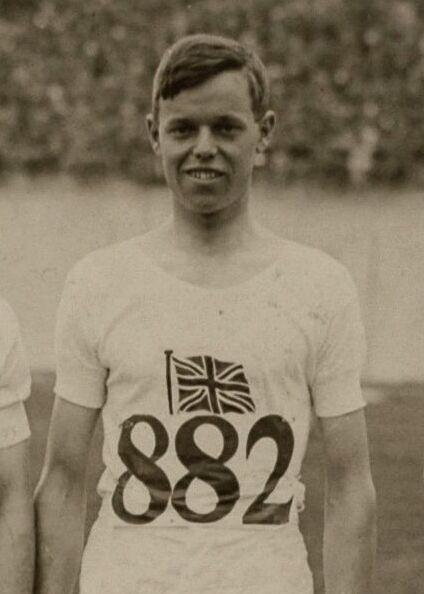
Herbert Bignall (1928)

Herbert Bignall (Herbert James „Herb“ Bignall; * 28. Januar 1906 in Reigate; † 30. Oktober 1989 in Redhill) war ein britischer Marathonläufer.
1928 wurde er Dritter beim Polytechnic Marathon in 2:45:10 h, Vierter bei der Englischen Meisterschaft in 2:53:05 h und kam bei den Olympischen Spielen in Amsterdam in 2:45:44 h auf den 21. Platz. 1929 wurde er beim Polytechnic Marathon in 2:44:32 h erneut Dritter.
1930 stellte er als Zweiter beim Polytechnic Marathon mit 2:44:02 h seine persönliche Bestzeit auf und wurde für England startend Fünfter bei den British Empire Games in Hamilton. 1934 wurde er Vierter beim Polytechnic Marathon.
Bignall war Mitbegründer des Rothery Athletic Club, der später als Redhill and Reigate Athletics Club bekannt wurde. Er war Mitglied der Highgate Harriers und diente als Präsident der Surrey Amateur Athletics Association.